# Ryszard Lubicki
Ryszard Lubicki (ur. 3 września 1936 w Mikaszewicach, zm. 28 stycznia 2003 w Lublinie) – polski wioślarz, olimpijczyk z Tokio (1964), technolog, Mistrz Sportu, odznaczony brązowym Medalem za Wybitne Osiągnięcia Sportowe. Syn Stanisława i Eugenii (z d. Lisowska). Jego kariera sportowa przypada na lata 1957–1970.
Ukończył Technikum Mechaniczne we Wrocławiu. Był członkiem Krajowej Rady Towarzystw Regionalnych, a także działał w Komisji Historycznej Polskiego Związku Towarzystw Wioślarskich (PZTW). Mieszkał w Kazimierzu Dolnym.
Należał do klubów sportowych, takich jak:
- KKW Bydgoszcz;
- Zawisza Bydgoszcz;
- AZS Wrocław.

Trenerem jego był Zbigniew Schwarzer.

## Osiągnięcia sportowe
- 1960–1967 – 11 razy zdobył mistrzostwo Polski (ósemka, czwórka bez i ze sternikiem);
- 1962 – 4. miejsce podczas Mistrzostw Świata w Lucernie (czwórki ze sternikiem, w osadzie razem ze Szczepanem Grajczykiem, Marianem Leszczyńskim, Andrzejem Nowaczykiem);
- 1963 – 4. miejsce podczas Mistrzostw Europy w Kopenhadze (czwórka ze sternikiem, w osadzie razem ze Szczepanem Grajczykiem, Marianem Leszczyńskim, Andrzejem Nowaczykiem, Jerzym Pawłowskim – sternik);
- 1964 – 4. miejsce podczas Mistrzostw Europy w Amsterdamie (czwórka ze sternikiem, w osadzie razem z Marianem Leszczyńskim, Andrzejem Nowaczykiem, M. Szypułą, Jerzym Pawłowskim – sternik);
- 1964 – 6. miejsce w finale (7:28.15) Igrzysk Olimpijskich w Tokio, czwórka ze sternikiem, w osadzie razem ze Szczepanem Grajczykiem, Marianem Leszczyńskim, Andrzejem Nowaczykiem, Jerzym Pawłowskim (sternik) – 3. miejsce w przedbiegach (6:58.64), 1. miejsce w repesażu (7:11.74);
- 1965 – 4. miejsce podczas Mistrzostw Europy w Duisburg (czwórka ze sternikiem, w osadzie razem z Marianem Leszczyńskim, Andrzejem Nowaczykiem, Mieczysławem Szypułą, Jerzym Pawłowskim – sternik);
- 1966 – 9. miejsce podczas Mistrzostw Świata w Bledzie (czwórki ze sternikiem, osadzie razem z Marianem Leszczyńskim, Marianem Siejkowskim, Mieczysławem Szypułą, Jerzym Pawłowskim – sternik).